# Epsilon Carinae
ε Carinae (Epsilon Carinae), auch bekannt unter dem Eigennamen Avior, ist ein spektroskopischer Doppelstern mit einer scheinbaren Helligkeit von 1,9 mag. Damit gehört das System zu den 50 hellsten Sternen am Nachthimmel. Von der Erde aus ist ε Carinae etwa 630 Lichtjahre entfernt und ein direkter Nachbar von Turais (ι Carinae).